# 天王町 (半田市)
天王町（てんのうちょう）は、愛知県半田市の地名。

## 地理
半田市中央部に位置する。東は北末広町、西から南は泉町に接する。

## 歴史

### 人口の変遷
国勢調査による人口および世帯数の推移。
| 1995年（平成7年）  | 117世帯 314人 |  |
| 2000年（平成12年） | 113世帯 290人 |  |
| 2005年（平成17年） | 102世帯 259人 |  |
| 2010年（平成22年） | 83世帯 206人  |  |
| 2015年（平成27年） | 102世帯 225人 |  |
| 2020年（令和2年）  | 121世帯 238人 |  |

### 沿革
- 1957年（昭和32年） - 半田市旧半田町域の一部により、同市天王町が成立[2]。

## 交通
- 名鉄河和線[1]

## 施設
- 山神社[1]
- 旧中埜家住宅[1]
- 桐華学園洋裁学校[1]

### WEB
1. ↑  “愛知県半田市の町丁・字一覧”.   人口統計ラボ. 2023年11月25日閲覧。
2. 1 2  総務省統計局 (2022年2月10日). “令和2年国勢調査の調査結果(e-Stat) - 男女別人口，外国人人口及び世帯数－町丁・字等” (CSV). 2023年8月2日閲覧。
3. ↑  “愛知県半田市の郵便番号一覧”.   日本郵便. 2023年11月25日閲覧。
4. ↑  “市外局番の一覧” (PDF).   総務省 (2022年3月1日). 2022年3月22日閲覧。
5. ↑  総務省統計局 (2014年3月28日). “平成7年国勢調査の調査結果(e-Stat) - 男女別人口及び世帯数 －町丁・字等” (CSV). 2021年7月20日閲覧。
6. ↑  総務省統計局 (2014年5月30日). “平成12年国勢調査の調査結果(e-Stat) - 男女別人口及び世帯数 －町丁・字等” (CSV). 2021年7月20日閲覧。
7. ↑  総務省統計局 (2014年6月27日). “平成17年国勢調査の調査結果(e-Stat) - 男女別人口及び世帯数 －町丁・字等” (CSV). 2021年7月21日閲覧。
8. ↑  総務省統計局 (2012年1月20日). “平成22年国勢調査の調査結果(e-Stat) - 男女別人口及び世帯数 －町丁・字等” (CSV). 2021年7月21日閲覧。
9. ↑  総務省統計局 (2017年1月27日). “平成27年国勢調査の調査結果(e-Stat) - 男女別人口及び世帯数 －町丁・字等” (CSV). 2021年7月21日閲覧。

### 書籍
1. 1 2 3 4 5 6  「角川日本地名大辞典」編纂委員会 1989, p. 1820.
2. ↑  「角川日本地名大辞典」編纂委員会 1989, p. 865.